# Ribera de Cardós
Ribera de Cardós es una localidad española perteneciente al municipio leridano de Vall  de Cardós, en la comunidad autónoma de Cataluña. Es la sede del ayuntamiento.

## Historia
La localidad, por entonces un municipio independiente del que también formaban parte Cassibrós y Surri, contaba hacia mediados del siglo XIX con 317 habitantes. Junto a ella pasa el río Noguera de Cardós. Aparece descrita en el decimotercer volumen del Diccionario geográfico-estadístico-histórico de España y sus posesiones de Ultramar de Pascual Madoz de la siguiente manera:

RIVERA DE CARDOS: v. con ayunt. al que están agregados los pueblos de Casibros de los Eclesiásticos y Saurri, en la prov. de Lérida (30 horas), part. jud. de Sort (6) , aud. terr. y c. g. de Barcelona (52). dióc. de Seo de Urgel (9). sit. en un llano rodeado de elevadas montañas, cerca del r. Noguera de Cardós; le combaten los vientos del N. y S. y el clima es muy frio, padeciéndose reúmas agudos y crónicos 
y algunas inflamaciones. Se compone de 50 casas, una fuente é igl. parr. (La Natividad de Ntra. Sra.) de la que depende el anejo de Casibros; servida por un cura párroco; en los afueras del pueblo hay un paseo de 1/2 cuarto de hora de estension, con grandes sauces, el cual se estiende por la parte de S.; á medio tiro de fusil se halla también una ermita bajo la advocacion de Ntra. Sra. del Rosario, sit. en un llano; y á 1/4 de dist. está la fuente llamada Colsiola, cuyas aguas son muy esquisitas. Confina el térm. por el N. con Bonestarre y Casibros (1/4 de hora); E. térm. de Besant (2); S. Tirvia (1) y O. Estaron y Sourri (2): en su jurisd. están los montes nombrados Borente y Estabelló, ambos despoblados: le baña el r. Noguera de Cardós, que baja de la parte de Tabascan, y se une al Noguera Pallaresa. El terreno es muy montuoso, con poco llano y pedregoso; le cruza el camino real que desde el interior de la prov. pasa á los pueblos de la alta montaña, Valle de Aran y Francia: la correspondencia se recibe de Llaborsi por espreso una vez á la semana. prod.: trigo, centeno, cebada, patatas algunasfrutas, hortalizas y yerba; cria ganados de todas clases, con especialidad el vacuno y mular; hay caza de muchas perdices, y pesca de truchas y anguilas, ind. y comercio: la cria de ganados que llevan á vender fuera. pobl.: 43 vec, 317 alm. riqueza imp.: 51,413 rs. contr.: el 14'48 por 100 de esta riqueza.
(Madoz, 1849, p. 516)

## Demografía
| Gráfica de evolución demográfica de Ribera de Cardós entre 1842 y 1970 |
| |
| Población de derecho según los censos de población del INE Población de hecho según los censos de población del INEEn estos censos se denominaba Riera de Cardós: 1842 Entre el censo de 1857 y el anterior, crece el término del municipio porque incorpora a 255094 (Casibros), 255353 (Surri) Entre el censo de 1981 y el anterior, este municipio desaparece porque se agrupa en el municipio 25901 (Vall de Cardós) |

A finales de 1970 se aprobó la fusión de los municipios de Ribera de Cardós y Estahón, para dar lugar al término municipal de Vall de Cardós, con capital en la localidad de Ribera de Cardós. En 2021 la entidad singular de población contaba con 192 habitantes y el núcleo de población con 187 habitantes.